# DAMA/NaI
DAMA/NaI是一個偵測暗物質的實驗，目前已經沒有在運作，是利用九個鉈激活的碘化鈉結晶的闪烁体探测器進行實驗，每個為9.7公斤。它位在義大利國立核物理研究所，從1996年到2002年不停的蒐集相關資訊，目前已經被新的偵測器取代，名為DAMA/LIBRA，跟之前的DAMA/NaI的原理一樣，但是規模大的多。